# Ergene
Ergene (tur. Ergene Nehri) – rzeka w europejskiej części Turcji, lewy dopływ Maricy w zlewisku Morza Egejskiego. Długość – 281 km, powierzchnia zlewni – 11 325 km², średni przepływ – 25,24 m³/s.
Ergene ma źródła koło miasta Saray na południowym krańcu pasma gór Strandża. Płynie na zachód, zbierając z tych gór liczne i spore dopływy: Çorlu, Beyazköy, Evrenli, Poyrali, Üsküp, Şeylan, Teke, Süloġlu, Seleköy oraz ze wzgórz Isiklar na wybrzeżu Morza Marmara: Karakarli i Hayrabolu. Ergene przepływa środkiem Niziny Ergene – największej trackiej niziny. Koło miasta Uzunköprü Ergene stopniowo zmienia kierunek na południowo-zachodni i uchodzi do Maricy na północ od miasta Saricaali. Ergene jest największą, najdłuższą i główną rzeką tureckiej części Tracji. Zdarzają się na niej wielkie powodzie.